# Fokföldi nyomtávolság

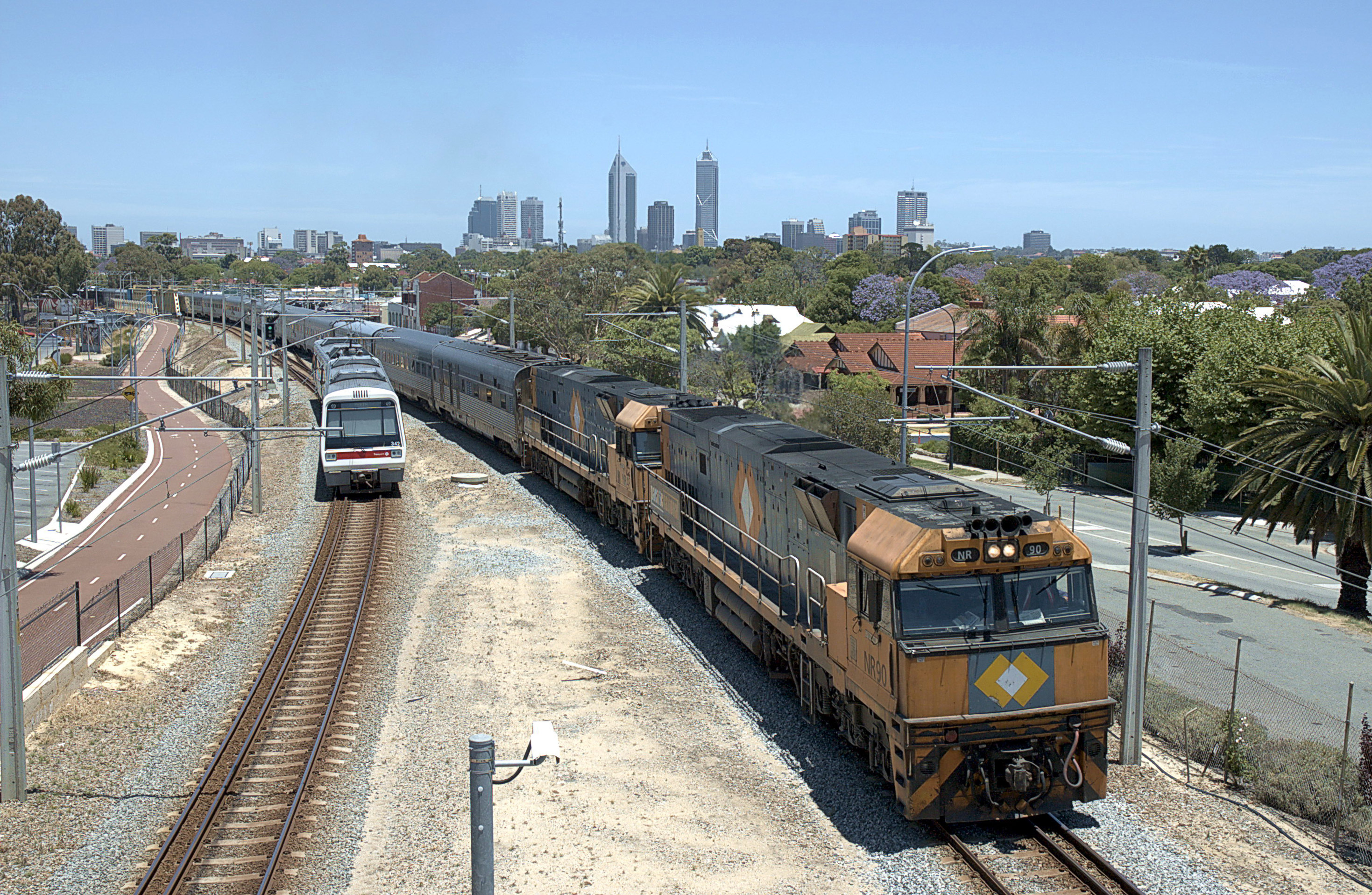
Fonódott vágány Ausztráliában, a kontinensen egyaránt elterjedt a normál- és a fokföldi nyomtávolság is

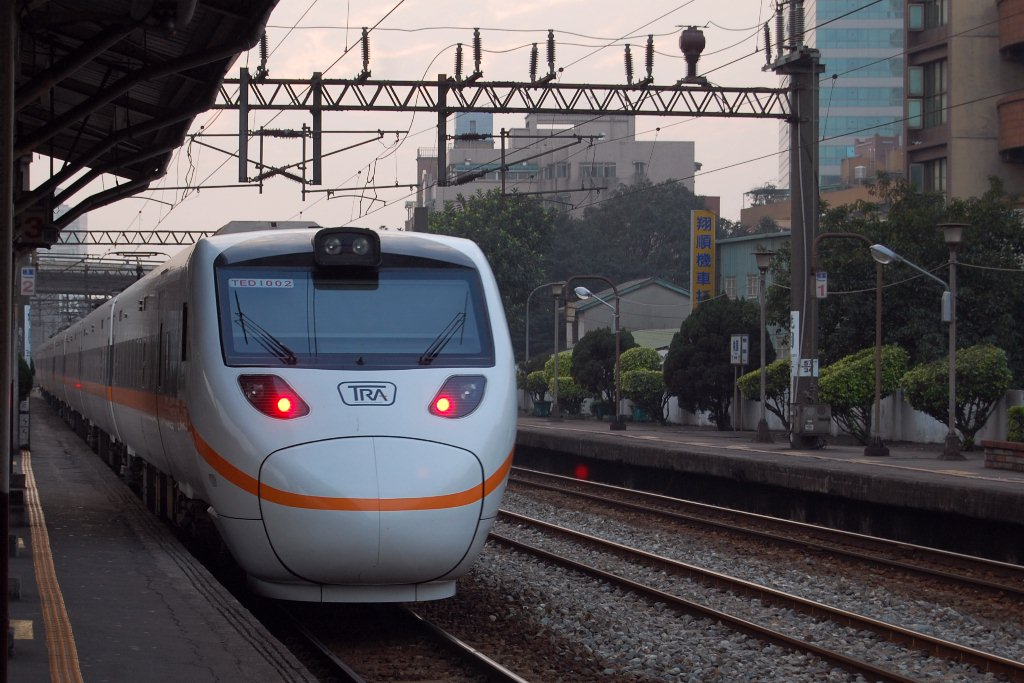
Fokföldi nyomtávolságú vasútvonal és motorvonat Tajvanon

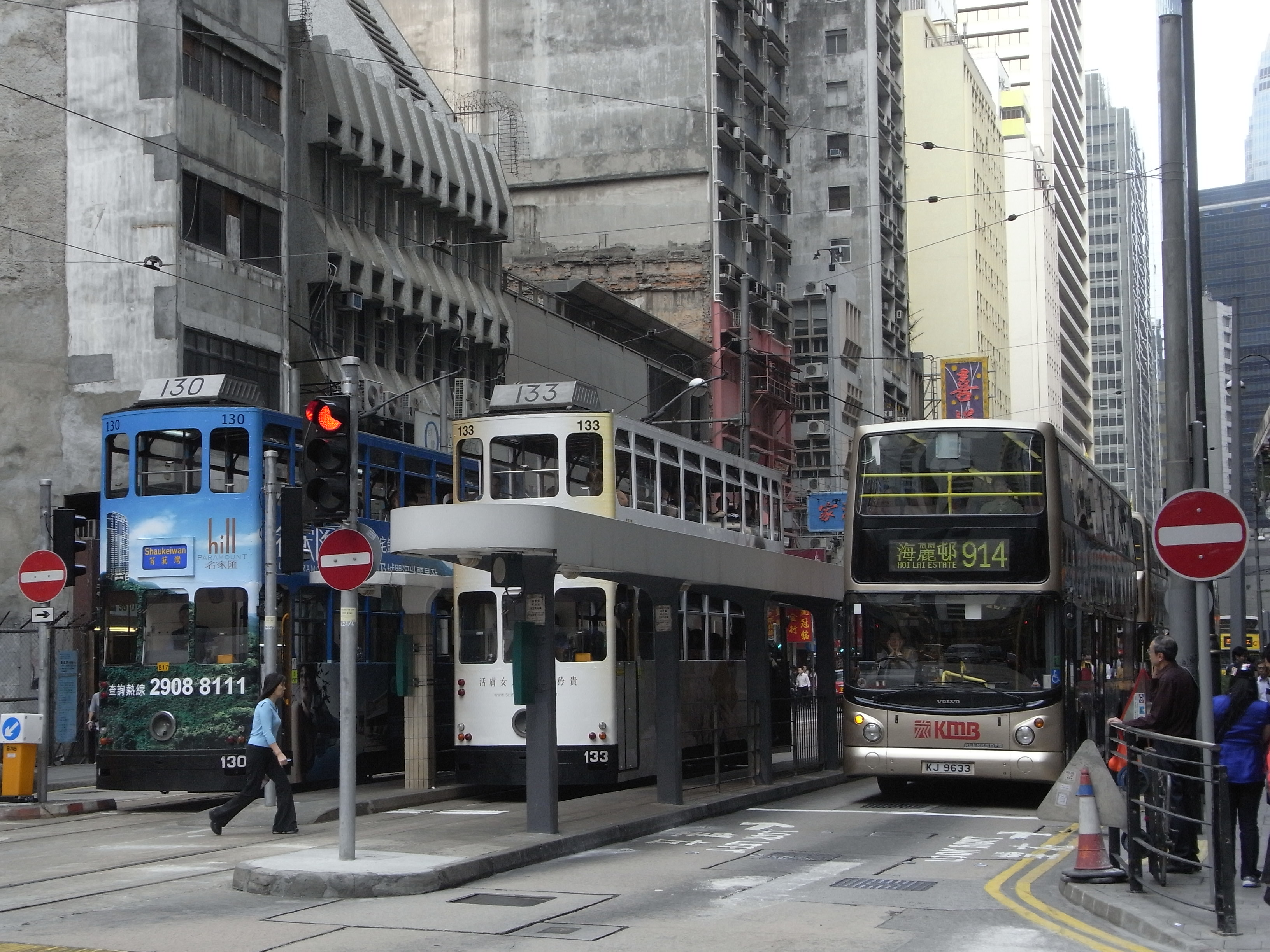
Villamosok Hong Kongban

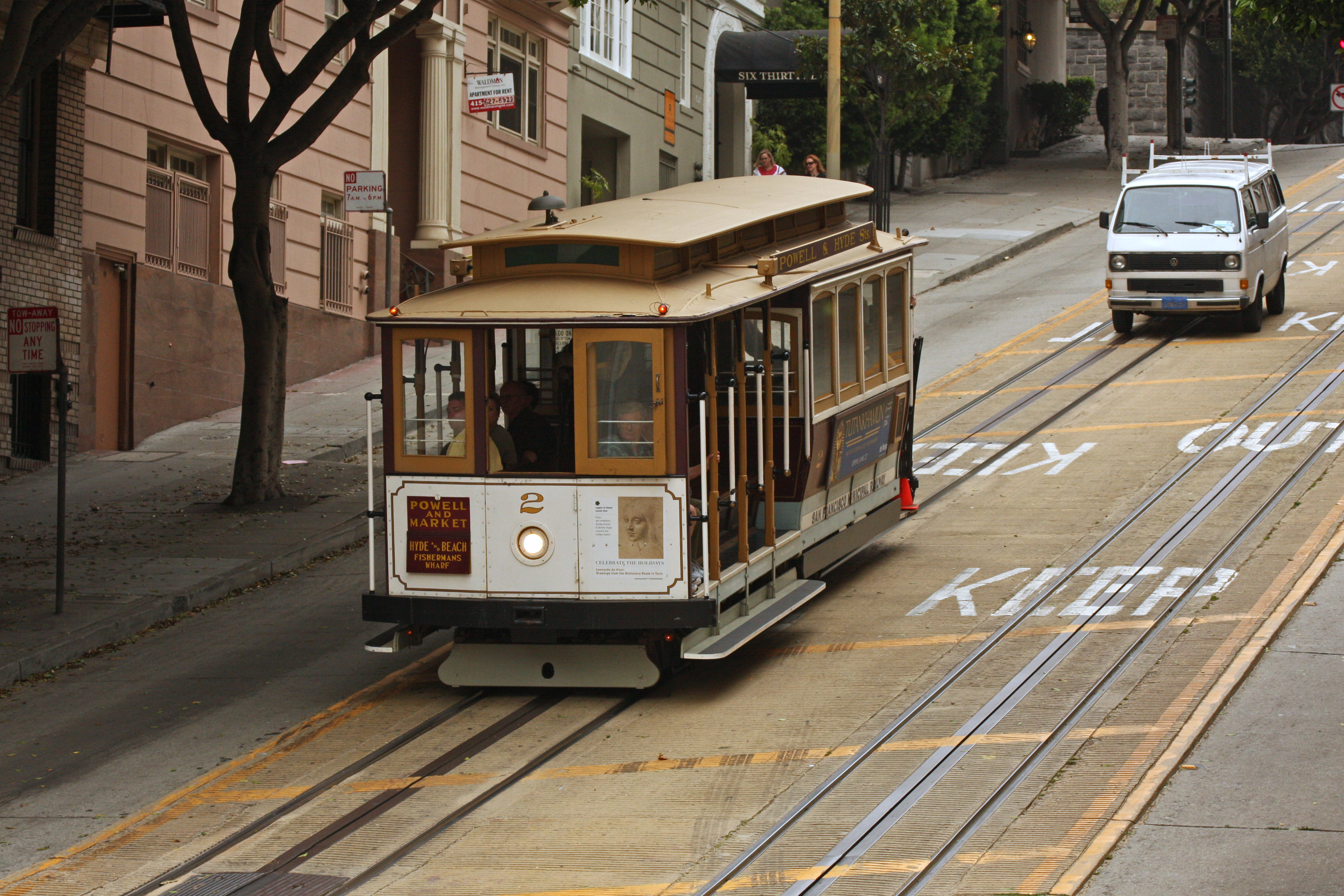
A San Franciscó-i kábelvasút is 1067 mm-es nyomtávolságot használ

A Fokföldi nyomtávolság egy vasúti nyomtávolság, amelynél a két sínszál közötti távolság 1067 mm (három láb, hat hüvelyk), amelyet elsőként 1795-ben építettek Angliában még lóvontatású kocsik számára.
Ez a nyomtávolság elsősorban Anglia gyarmatain terjedt el, mivel a keskenyebb nyomtávolságú vasútvonalak építése olcsóbb volt a normál nyomtávolságúnál. Később ezt a rendszert adaptálta Japán és Tajvan is (ám a 20. században épült új nagysebességű vasúti pályák már a jobban elterjedt 1435 mm-es nyomtávolságúak). A világon összesen 112 000 km ilyen nyomtávolságú vasút épült.
Elsősorban nagyvasúti pályák épültek ezzel a szélességgel, de találhatunk villamospályákat is 1067 mm-es nyomtávolsággal (San Franciscó-i kábelvasút).
Azokban az afrikai országokban, ahol Kína épít vagy felújít vasútvonalakat, a fokföldi nyomtávolság rendszerint normál nyomtávolsággá épül át. Szerepe ezért csökken világszerte a normál nyomtávolság előnyére.

## Fokföldi nyomtávolságot használó országok
Az alábbi országokban találhatunk 1067 mm-es nyomtávolságú vasútvonalakat (a lista nem teljes):
- Botswana - 888 km hosszan;
- A Kongói Demokratikus Köztársaság - 3882 km hosszan;
- Ecuador - 965 km hosszan;
- Indonézia - 5961 km hosszan;
- Japán - 22 301 km hosszan;
- Mozambik - Mozambique Ports and Railways üzemeltet 2983 km hosszan;
- Új-Zéland - 3900 km hosszan;
- Dél-Afrikai Köztársaság -  20 500 km hosszan;

Ezen kívül több országban létezett korábban, de vagy megszűnt vagy átépült más nyomtávolságúra (Anglia, Oroszország, Kanada, Hollandia…).